# 黃敦仁
黃敦仁（1883年—1965年），是台湾南投县埔里鎮的一位地主及仕紳。

## 生平
黃敦仁是埔里漢人教師黃利用的長子。在父親等人安排下，黃敦仁入贅當地化番領袖望麒麟家族，與其獨生女望阿參結婚。
1925年（大正14年），能高郡當局頒與木杯及彰狀與時任保正的黃敦仁。
1932年（昭和7年）2月21日，黃敦仁舉辦業佃懇親會並為小作人舉行宴會；當時，黃敦仁擁有八十多甲土地及小作人（佃農）62位，且有報紙讚譽其為「埔里模範地主」。
1935年11月，黃敦仁獲當局選派為埔里街協議會員。
此外，黃敦仁曾任烏牛欄信用組合組合長、埔里圳水利組合評議員等職務，並與當地人士合資組成土地開發商「開源會社」。

## 家庭
黃敦仁育有多位子女；其長男望阿福。弟黃結尾（1896年生），曾於戰後任埔里鎮鐵山里里長。